# غريغوري باول
غريغوري باول (بالإنجليزية: Gregory S. Paul)‏ (و. 1954 – م) هو إحاثي، ورسام توضيحي، ورسام، وعالم، من الولايات المتحدة الأمريكية، ولد في واشنطن العاصمة.

## وصلات خارجية
- غريغوري باول على موقع IMDb (الإنجليزية)